# Башкири
Башкири (башк. башҡорттар, рус. башкиры) су туркијски народ, који претежно живи у Русији, у Републици Башкортостану (Башкирији). У Башкортостану, Башкири чине 30% становништва и представљају други народ по бројности, после Руса (36%). Башкири су већином исламске вероисповести, а говоре башкирским језиком, који спада у туркијску групу алтајске породице језика.
Башкира укупно има око 1.493.000. 